# قصه‌های از سرزمین‌های مرزی
قصه‌های از سرزمین‌های مرزی (انگلیسی: Tales from the Borderlands) یک بازی ویدئویی چند قسمتی در سبک ماجراجویی گرافیکی است که توسط تل‌تیل گیمز توسعه یافته و برای اولین بار در سال ۲۰۱۴ از طریق توزیع دیجیتال برای پلت‌فرم‌های مایکروسافت ویندوز، مک‌اواس، آی‌اواس، اندروید، پلی‌استیشن ۳، پلی‌استیشن ۴، اکس‌باکس ۳۶۰ و اکس‌باکس وان در دسترس قرار گرفت.